# Operación Carlota
La Operación Carlota es el nombre clave de la intervención militar cubana de Angola en el marco de la guerra de la independencia de Angola y posteriormente en la guerra civil angoleña apoyando al bando izquierdista. Comenzó en octubre de 1975 con el transporte desde La Habana en Cuba hasta Luanda (Angola) del grupo de instructores cubanos, para la formación de batallones de combate de las nacientes Fuerzas Armadas Populares de Liberación de Angola. El primer contingente de soldados cubanos comenzó a llegar al país africano en la primera semana de noviembre del propio año, cuando comienza oficialmente la Operación Carlota, y terminó en 1991, con la salida del último soldado cubano. Toma su nombre de una esclava negra lucumí que lideró dos sublevaciones de esclavos en la provincia cubana de Matanzas.
La Operación Carlota supuso la participación cubana en la guerra civil angoleña, en la que combatió también contra tropas de Zaire (actual República Democrática del Congo), dos ejércitos armados, financiados y asesorados por EE. UU. y tropas del ejército de la Unión Sudafricana, entonces dominada por el gobierno del apartheid. El contingente militar cubano llegó a tener unos 300 000 hombres bajo las armas en los dieciséis años del apoyo militar, y unos mil tanques.
Cerca de 450 000 cubanos, entre médicos, maestros, ingenieros y soldados, sirvieron en Angola durante los dieciséis años que duró la operación. La presencia de Cuba contribuyó a la victoria del gobierno unipartidista del MPLA y a la independencia de Angola, y por extendido a la independencia de Namibia. En total, 2655 cubanos perecieron en el conflicto, según cifras del gobierno cubano, cuyos restos fueron repatriados y enterrados en sus lugares de origen en Cuba, una vez finalizada la operación. La colaboración cubana con Angola prácticamente ha desaparecido, limitándose a cooperación universitaria y otros programas de ayuda social.

## Historia

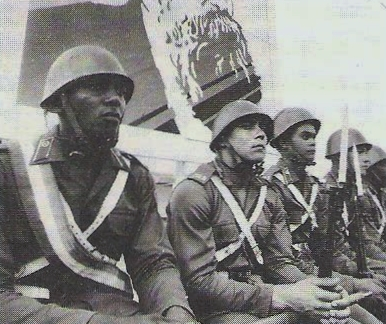
Soldados de las Fuerzas Armadas Revolucionarias de Cuba

En 1965 el Che Guevara, durante su aventura congoleña, estableció los primeros contactos con el Movimiento Popular de Liberación de Angola (MPLA) y con su líder António Agostinho Neto, que entonces luchaba contra Portugal por la independencia del país y había participado en la Conferencia Tricontinental de La Habana.
El 25 de abril de 1974 se produjo la Revolución de los Claveles en Portugal y una de sus consecuencias fue la independencia de sus colonias, entre ellas Angola. Tras la independencia se abrió una guerra civil en parte provocada por el apoyo del gobierno de Portugal al movimiento MPLA y el patrocinio de EE. UU., Zaire y Sudáfrica a los movimientos contrarios (FNLA y UNITA).
En octubre de 1975, anticipándose a la fecha prevista para la descolonización, el ejército sudafricano ocupa Cunene en el sur de Angola a la vez que fuerzas del Zaire junto a grupos armados y apoyados por Zambia entran al país por el norte y avanzan hacia su capital, Luanda.
Los principales grupos armados enfrentados al Movimiento Popular para la Liberación de Angola, la Unión Nacional para la Independencia Total de Angola (UNITA) dirigida por Jonas Savimbi y el Frente Nacional de Liberación de Angola (FNLA) de Holden Roberto son armados y apoyados económicamente por los EE. UU., Francia y China principalmente. Para hacerles frente el MPLA solicita ayuda militar a la Unión Soviética y Cuba.

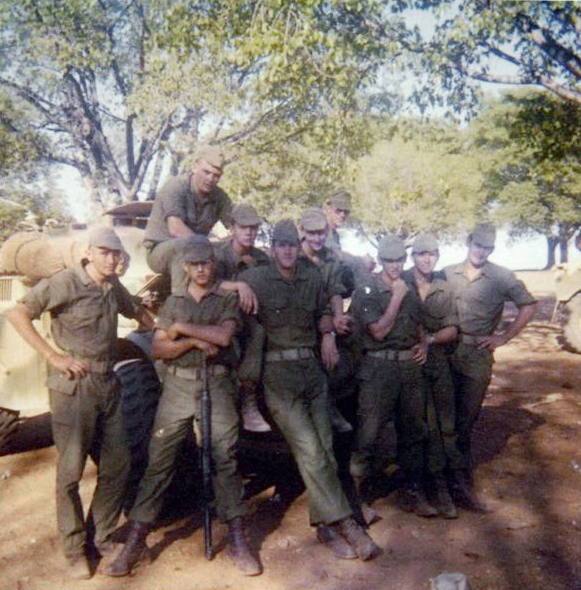
Tropas sudafricanas durante la Operación Savannah

El 23 de octubre el ejército sudafricano comienza a avanzar hacia Luanda a un ritmo de entre de 60 o 70 km por día, mientras que por el norte los zaireños y otros grupos armados llegan a 25 km de esa ciudad. Cuba responde a la petición del Movimiento Popular de Liberación de Angola mandando instructores. El 3 de noviembre llegan los primeros instructores cubanos que se establecen en Benguela y crean una escuela militar.
El MPLA solicita más ayuda a Cuba y el 5 de noviembre el gobierno cubano decide implicarse directamente, mandando tropas. Las primeras tropas cubanas en llegar a Angola es un batallón de Tropas Especiales del Ministerio del Interior. A finales del mes de noviembre de 1975 habían llegado por vía aérea y marítima no menos de 25 000 soldados al mando de los entonces comandantes Raúl Díaz Argüelles y Leopoldo Cintra Frías.
Con ayuda de las tropas cubanas, el Movimiento Popular para la Liberación de Angola derrota en Quifangondo a los que avanzaban desde el Zaire y en Cabinda. El 10 de noviembre el Alto Comisionado en Angola, comodoro Leonel Cardoso, traspasa oficialmente las funciones de gobierno al MPLA. El 11 de noviembre de 1975, Agostinho Neto proclama la independencia de Angola y asume la presidencia del país. El FNLA y la UNITA realizan autoproclamaciones similares en las zonas por ellos controladas.

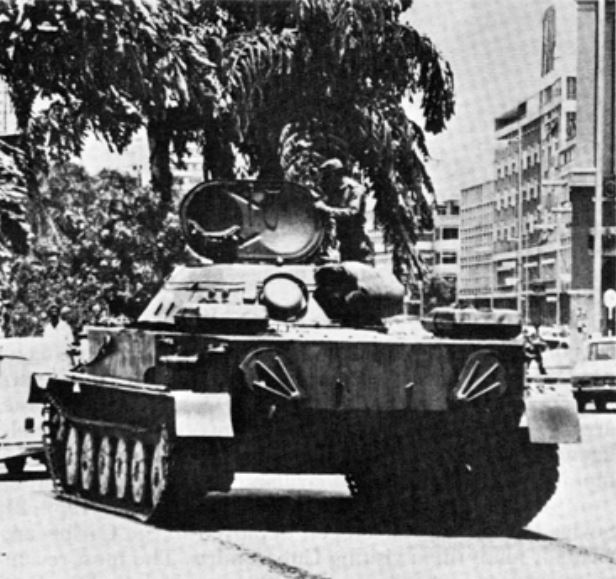
Tanque PT-76 tripulado por cubanos en las calles de Luanda, 1976.

La participación militar directa de Cuba, es reconocida por Fidel Castro en su intervención durante la clausura del Primer Congreso del Partido Comunista de Cuba el 22 de diciembre de 1975. Cuba manda más unidades de tropas especiales del Ministerio del interior y unidades regulares de su ejército que se enfrentarán con las tropas del ejército de Sudáfrica y del Zaire. Unidades de artillería terrestre y antiaérea, infantería e infantería blindada y aviones Mig-21 llegaron a Angola procedentes de Cuba. Unos 36 000 soldados cubanos lucharon en Angola.
El 27 de marzo de 1976 todos los soldados sudafricanos habían salido de territorio Angolano. Con el apoyo de EE. UU. y Sudáfrica en los años 80 se produjeron varias agresiones mutuas que obligaron al gobierno de Angola volver a pedir ayuda militar a Cuba. Nuevamente, el gobierno cubano mandó tropas que se mantuvieron en el país por más de 15 años.
El 13 de diciembre de 1988 se firma un acuerdo entre África del Sur, Cuba y Angola, poniendo fin a la guerra civil y dando lugar a la independencia de Namibia. El 22 de diciembre, teniendo como garantes a Estados Unidos y la URSS se firman los Acuerdos de Paz.
A pesar de dichos acuerdos, la guerra se extendió hasta 1991, pero de una forma menos agresiva y en forma de pequeñas guerrillas anticomunistas financiadas por la CIA para atacar al gobierno unipartidista de Angola. El grupo militar cubano, permaneció ahí hasta dicho año.

## Consecuencias

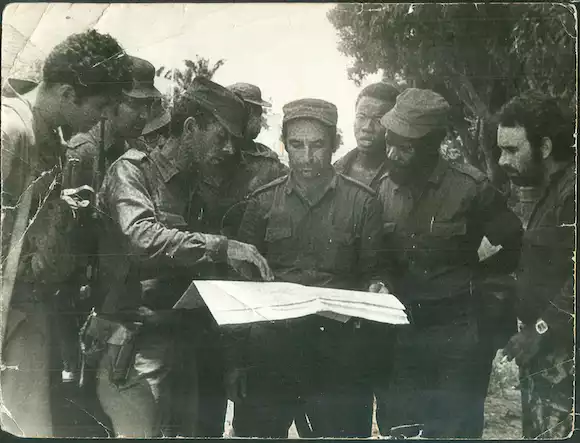
Jefes angoleños y cubanos.

En los 15 años de duración de la operación Carlota participaron 300 000 combatientes y 50 000 colaboradores civiles cubanos. Murieron en ella no menos de 2655 cubanos. Fue la mayor operación militar de Cuba en el extranjero y afianzó la independencia a Angola y debilitando el régimen del apartheid de Sudáfrica, que cayó poco después, y el inicio de la que se ha llamado la mayor guerra del África Subsahariana.

## El nombre de la operación
El nombre de "Carlota" con el que se bautiza la operación de ayuda militar a Angola hace referencia y homenaje una mujer de raza negra, de origen lucumí, llamada Carlota que era esclava en el ingenio azucarero Triunvirato en la provincia de Matanzas que encabezó una rebelión contra la esclavitud en 1843 muriendo en ella.

## Enlaces
- Sitio no oficial de las Fuerzas Armadas cubanas con artículos sobre esta guerra.
- Tanques cubanos en la guerra de Angola (enlace roto disponible en Internet Archive; véase el historial, la primera versión y la última).
- Los cazas MiG-23 cubanos en la guerra de Angola. Misiones de apoyo aéreo
- Los cazas MiG-23 cubanos en la guerra de Angola. Misiones aire-aire
- Los cazas MiG-21 cubanos en la guerra de Angola
- Tanques sudafricanos en la guerra de Angola (enlace roto disponible en Internet Archive; véase el historial, la primera versión y la última).

- Datos: Q1511663